# Eudendrium elsaeoswaldae
Eudendrium elsaeoswaldae är en nässeldjursart som först beskrevs av Eberhard Stechow 1921.  Eudendrium elsaeoswaldae ingår i släktet Eudendrium och familjen Eudendriidae. Inga underarter finns listade i Catalogue of Life.